# Antocha (Antocha) bidens
Antocha (Antocha) bidens is een tweevleugelige uit de familie steltmuggen (Limoniidae). De soort komt voor in het Palearctisch gebied.